# سلوقية
سلوقية هو اسم مدينة أسسها السلوقيون في العراق على ضفة نهر دجلة عام 307 ق.م. لتصبح عاصمة الإمبراطورية السلوقية ، أنشأ المدينة سلوقس الأول، استولى عليها الفرثيون عام 140 ق.م.تقع قطسيفون عاصمة الساسانيين بالقرب من سلوقية. عند دخول العرب المسلمين للعراق أسسوا مدينة المدائن على أنقاض سلوقية وقطسيفون.

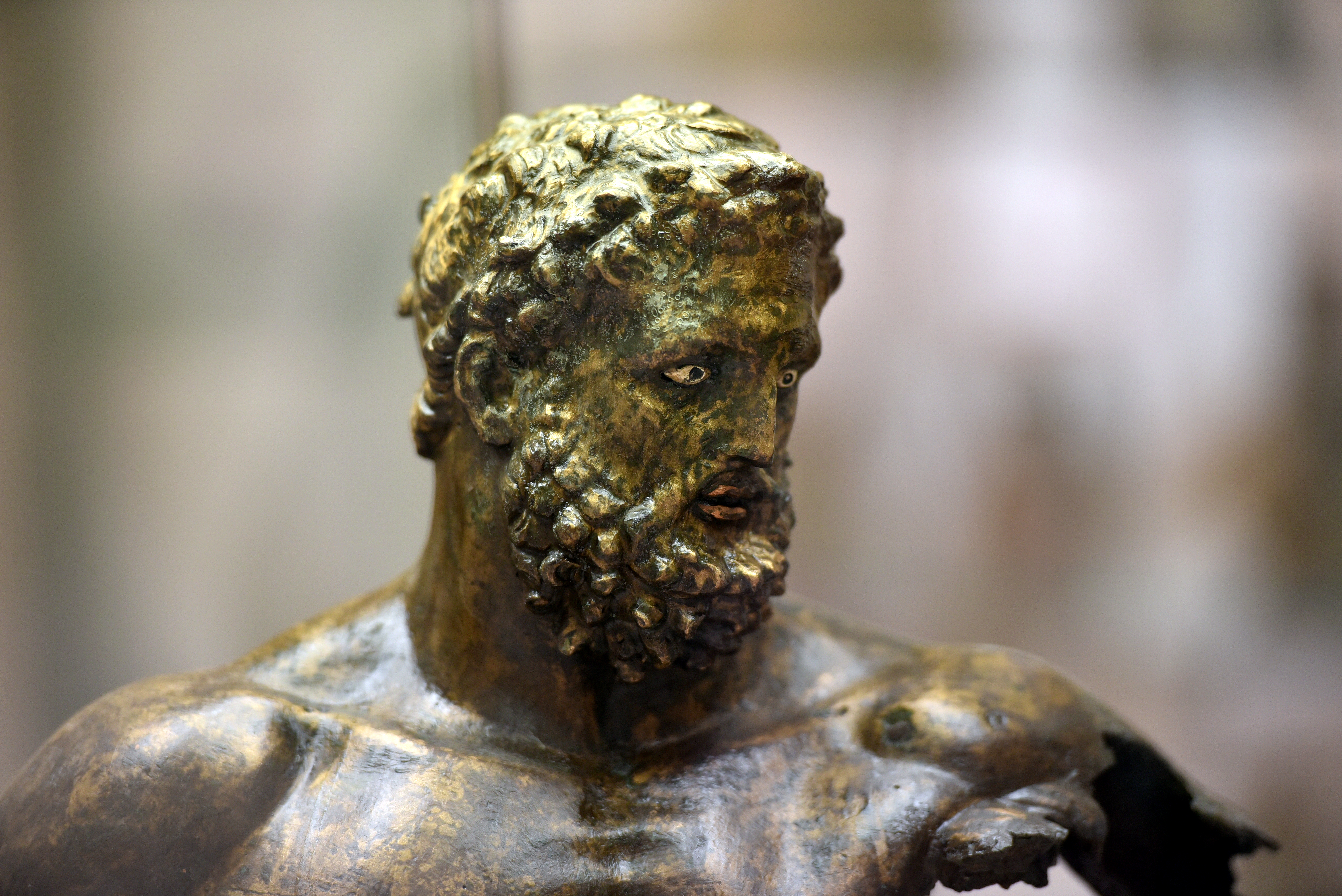
الجزء العلوي من تمثال صغير من البرونز لهرقل ، عثر عليه في سلوقية على نهر دجلة ، المتحف العراقي في بغداد ، العراق.

## التاريخ
في عام 311  قبل الميلاد تقريبا ، بدأ سلوقس السلوقي بتأسيسها كمدينة جديدة له على نهر دجلة، حوالي 60 كيلومـتراً شمال مدينة بابل (الّـتي تقع على نهر الفرات). في موقع كـانـت عـلى ضفـته المقابلة مدينة يذكر المؤلفون الإغريق أن اسمها كان أوبيس. وتطلّ سلوقية على نهر دجلة من جانب وعلى القناة الملكية الّتي كانت قد شيّدت قبل ذلك بقرون لتربط دجلة بالفرات.
وربما لم يستقرّ سلوقس فيها رسمياً إلّا عندما توّج ملكاً عـام 306 ق. م. لتكون له عاصمة تقترن باسمه. ويذكر المؤرخ الـرّومـاني أبـيانوس  Appianus  أنّ سلوقس توج “مـلـكـاً عـلى بـلاد مـا بـيـن الـنّـهـريـن وبـلاد الأرمـن والـفـرس والـعـرب … وبـلاد أخـرى”.
وعلى عكس مدينة بابل التي كانت قد نمت وتوسّعت قرناً بعد قرن حتّى وصلت إلى أوج عظمتها، فقد شيّدت سلوقية كمدينة جديدة انطلاقاً من مخطط طبّقت فيه قوانين المعمار الجديدة .

## تخطيط المدينة
حسب مخطط المدينة الـجديد، شيّدت أبنيتها داخل مستطيلات واسعة المقاييس (75 م. × 145 م.) تحيطها شوارع مسـتقـيمة تتقاطع بزوايا حـطادّة بـ  ْ90 درجـة. وكانت أكبر مستطيلات سعةً وجدت في مدينة هلنستية.
وقد نظّمت المستطيلات، كما في مدينة بابل في فترتها الأخيرة، في أحياء يشغل كلّ واحد منها مهمّة وظيفية : سياسية أو دينية أو صناعية أو تجارية أو ثقافية … أو في أحياء سكنية.

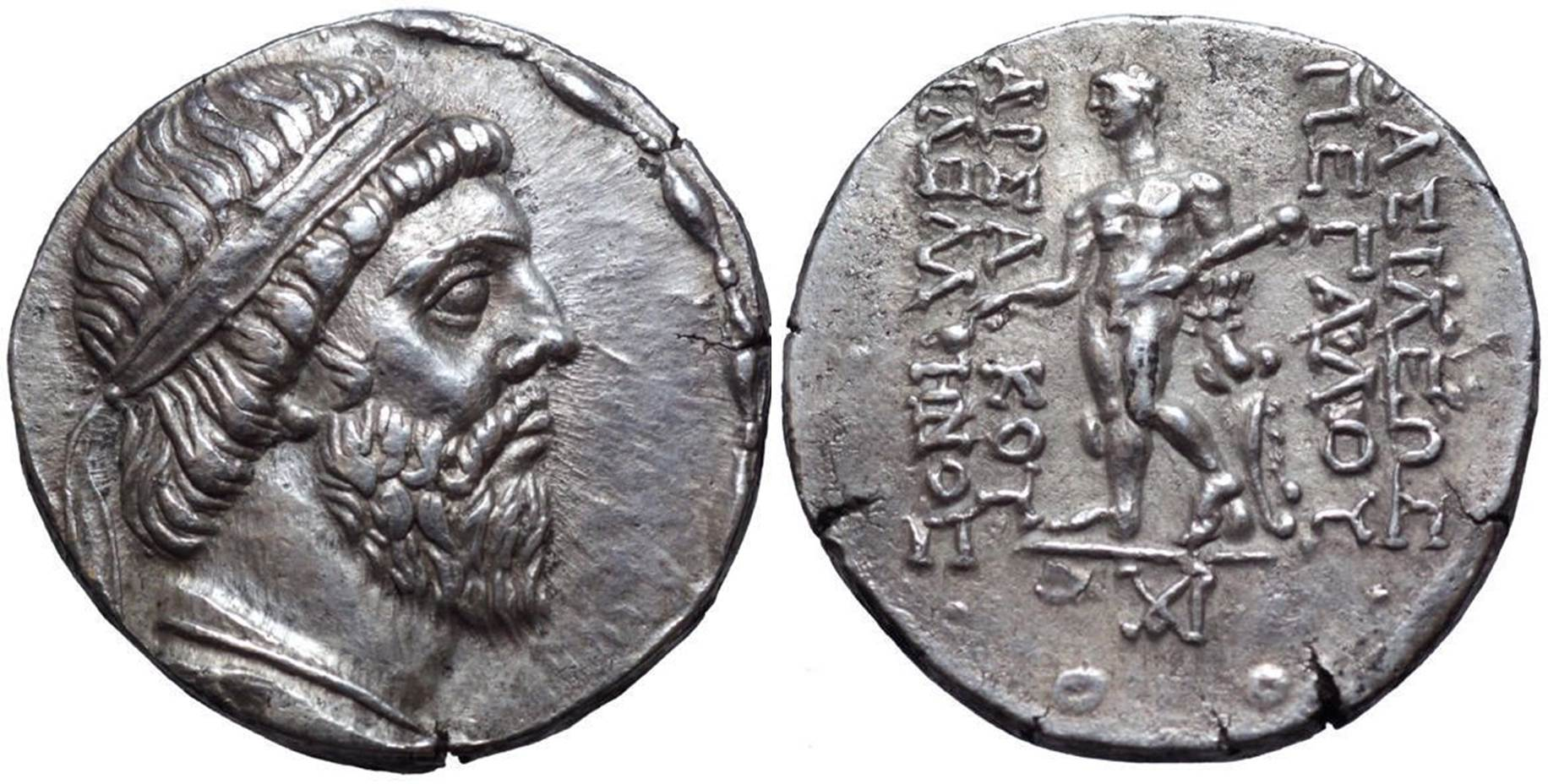
أربعة دراهم مهرداد الاول الفرثية؛ ضرب فی السلوقية ١٤٠ ق. م.

ويقدّر علماء الآثار الّذين نقبّوا موقع سلوقية خلال القرن العشرين مساحة المدينة بحوالي 550 هكتاراً (والـهـكـتـار الـواحـد يـعـادل عـشـرة آلاف مـتـر مـربـع)، وربّما أكثر من ذلك خاصّة وأنّهم لم يجدوا بعد أسوارها الخارجية.
وكان للمدينة إمـتداد شّاسع. ولا شكّ في أنّ سلوقس كان قد انبهر بسعة مدن بلاد ما بين النّهرين القديمة، وأراد إنشاء مدينة تضاهيها في الضّخامة.
وقد شبّه المؤرخ الرّوماني بلينيوس الأكبر (الـذي عـاش مـن سـنـة  23 إلى سـنـة 97 بـعـد الـمـيـلاد) مخطط المدينة بـ “نـسـر نـشـر جـنـاحـيـه عـلى سـعـتـيـهـمـا”.
ويبدو أنّ قناةً كانت تفصل قصر الملك عن الأحياء الأخرى الّتي كان فيها بنايات إدارية وسوق مركزية وقاعة شاسعة ليلتقي فيها سكّان المدينة ومسرح واسع...
ويذكر المؤرّخون الإغريق أنّها شيّدت بطابوق بابل وهـذا لا يعنى أنّ مدينة بابل هدمت ونقل طابوقها إلى المدينة الجديدة ، وإنّما يعني أنّها لم تشـيّد بالحجر والصخر مـثل المدن الإغريقية الأخرى بل بالطابوق المصنوع في بلاد بابل.
كما أراد سلوقس أن ينشئ مدينة أفضل موقعاً من بابل الّتي كانت قد فقدت مجدها، لتكون عـلى تقاطع طرق المواصلات والتّجارة على نهر دجلة والقناة الّتي كانت تربطه بنهر الفرات، وعلى مقـربة من شرق الامبراطورية السلوقية (بلاد فارس والهند) ومـن غـربـهـا (سوريا).
وقد أسميت عاصمة سلوقس باسمه : سلوقية  Σελεύκεια . ولتحاشي الخلط بينها وبين مدن أخرى أسسها سلوقس وأسميت باسمه، فقد عُرفت بسلوقية دجلة.

## السكان
خططت العاصمة الجديدة ليسكنها مستعمرون إغريق، منهم الجنود الذين صاحبوا فتوحات الإسكندر المقدوني، ومنهم من تبعوا سلوقس في قتاله ضدّ قادة الإسكندر الآخرين خلال صراعهم مـن أجل السّلطة، ومنهم من وصل إليها بعد ذلك.
ونُقل إليها جزء من سكّان بابل وخاصة صنّاعها وتجّارها ليسكنوها مع المستعمرين الإغريق. كما جذبت المدينة الجديدة كثيراً مـمن جاءوا يسكنونها : فارثيين وسوريين وفرساً وأرمن وهنوداً، وجذبت كثيراً من الـتّجّار والصرافين اليهود.
ولأنّ سلوقية كانت تقع، على تقاطع طرق التّجارة الّتي كانت تنطلق في كلّ الإتجاهات فسرعان ما توسعت وازدهرت. وقد وضعها الجغرافي اليوناني سترابـون Στράϐων  في أعلى مقام من العظمة بعد إسكندرية مصر، وذكر أنّ عدد سكانها تجاوز 600 ألـف ساكن.

## أعلام
- سلوقس السلوقي
- ديوجانس البابلي